# 佩特麥卡瑟

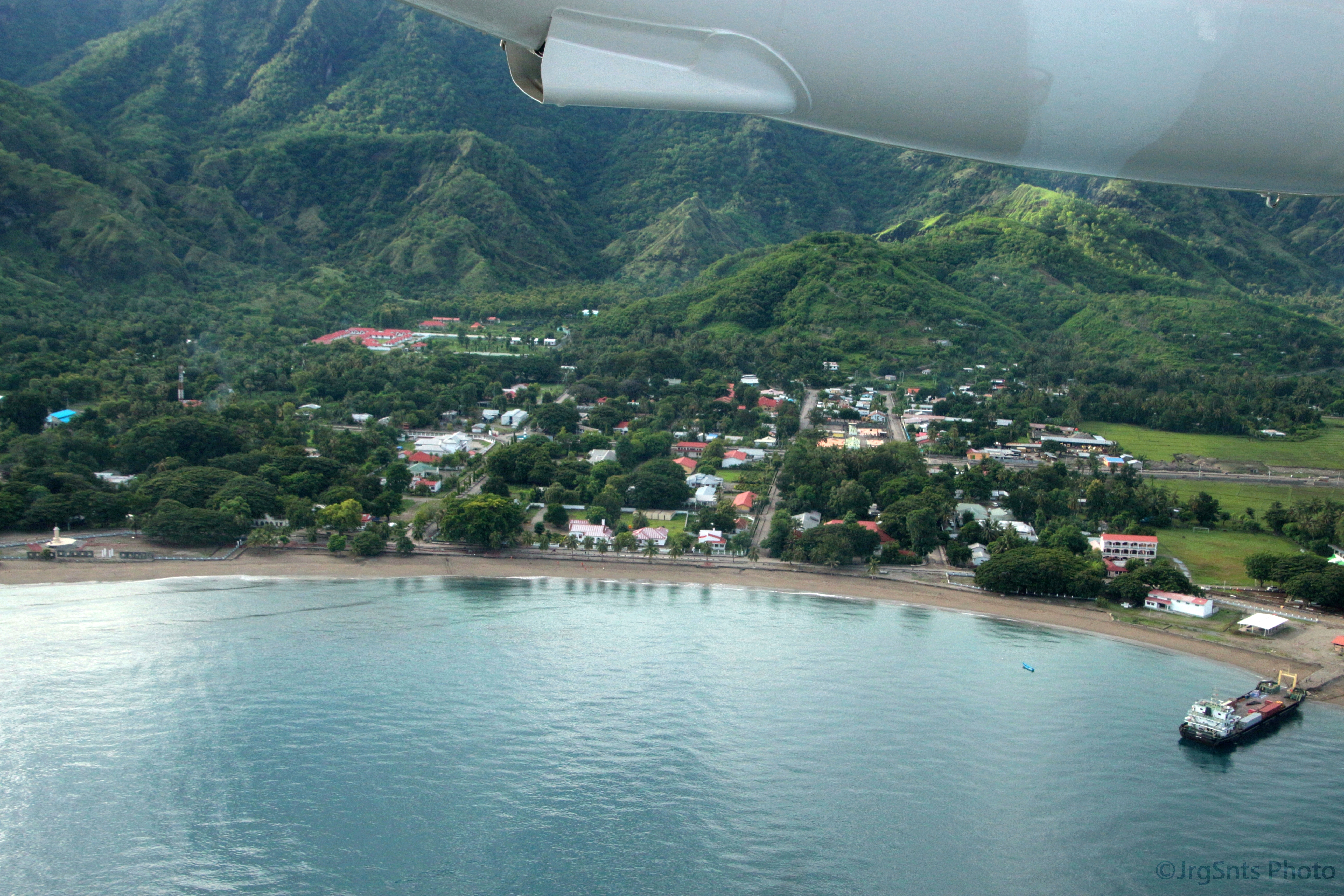
佩特麥卡瑟

佩特麥卡瑟（葡萄牙語：Pante Macassar）是東帝汶潘特馬卡薩縣的一座城市，位於東帝汶首都狄力以西152公里處。

## 概述
佩特麥卡瑟是東帝汶歐庫西區的首府，總面積357.30平方公里，海拔189公尺。根據東帝汶政府於2015年所作的人口普查結果顯示，居住於佩特麥卡瑟的總人口數為12352人。佩特麥卡瑟的氣候類型屬於熱帶乾濕季氣候。
佩特麥卡瑟這個名字的字面意思是“望加錫海灘”，暗指當地與望加錫的往日貿易。在當地，Pante Macassar 也被稱為“Oecussi”，通常被翻譯為“水罐”。